# Hampsonodes rhodopis
Hampsonodes rhodopis là một loài bướm đêm trong họ Noctuidae.